# Trstenik (Srbsko)
Trstenik (srbskou cyrilicí Трстеник) je město a správní středisko stejnojmenné opštiny v Srbsku v Rasinském okruhu. Leží u řeky Západní Moravy, mezi městy Kraljevo a Kruševac na silnici 23. V roce 2011 žilo v Trsteniku samotném 15 329 obyvatel, v celé opštině pak 42 989 obyvatel, z nichž 97,35 % tvoří Srbové. Rozloha města je 10,08 km², rozloha opštiny 448 km².

## Název
Název města je slovanského původu, pochází od slova trska, označujícím v srbštině rákos.

## Administrativní dělení
K opštině patří sídla Bogdanje, Božurevac, Brezovica, Bresno Polje, Bučje, Čairi, Donja Omašnica, Donja Crnišava, Donji Dubič, Donji Ribnik, Dublje, Golubovac, Gornja Omašnica, Gornja Crnišava, Gornji Dubič, Gornji Ribnik, Grabovac, Jasikovica, Kamenjača, Levići, Loboder, Lozna, Lopaš, Mala Drenova, Mala Sugubina, Medveđa, Mijajlovac, Milutovac, Okruglica, Osaonica, Odžaci, Pajsak, Planinica, Poljna, Popina, Počekovina, Prnjavor, Rajinac, Riđevštica, Riljac, Rujišnik, Selište, Stari Trstenik, Stopanja, Stragari, Stublica, Tobolac, Ugljarevo, Velika Drenova a Veluće.

## Ekonomika
V jižní části města je při blízkosti železniční stanice umístěna průmyslová zóna. V ní se nacházel v období existence socialistické Jugoslávie podnik Prva petoletka, pojmenovaný po prvním pětiletém plánu. V dobách svého největšího rozvoje zaměstnával na dvacet tisíc lidí. Jak on, tak i jeho nástupce, vyrábí především hydraulické součástky pro vodní elektrárny a další zařízení.

## Kultura
V centru města se nachází kostel sv. Trojice, v jeho blízkosti stojí památný dub. Město má také svůj dům kultury.
V blízkosti Trsteniku se nachází pravoslavný klášter (monastýr) Ljubostinja. Mezi pamětihodnosti ve městě potom patří například Katićův dům.

## Doprava
Městem prochází hlavní dopravní tahy západo-východním směrem. Jedná se o silnici č. 23 a železniční trať Požega–Stalać. Silnice má být výhledově doplněna o dálnici A5, která povede severně od města. 
Jihovýchodně od Trsteniku se nachází letiště.